# 3-D Ultra Pinball: Creep Night
3-D Ultra Pinball: Creep Night est un jeu vidéo de flipper développé par Dynamix et publié par Sierra On-Line en 1996 sur PC et Macintosh,,. Le jeu fait suite à 3-D Ultra Pinball: Outpost, publié en 1995. Il peut se jouer seul ou à plusieurs (jusqu’à quatre joueurs) et propose trois flippers différents : le château, le laboratoire de Frankenstein et le donjon. Chacun d’eux est divisé en trois niveaux : un central et un sur chaque côté,. Le jeu propose un scénario qui donne au joueur pour objectif d’empêcher le roi des gobelins de semer le chaos en réussissant 15 challenges, répartis dans les trois flippers proposés, puis en affrontant le roi des gobelins sur un flipper bonus.

## Accueil
| Titre du jeu          |      |       |
| Média                 | Pays | Notes |
| Computer Gaming World | US   | 4/5   |
| Gen4                  | FR   | 4/5   |
| Joystick              | FR   | 85 %  |